# Declaración de Ilulissat
La Declaración de Ilulissat fue anunciada el 28 de mayo de 2008 por cinco naciones del Ártico circumpolar que se reunieron durante la Conferencia del Océano Ártico en Ilulissat, Groenlandia, para discutir el océano Ártico, el cambio climático, el medioambiente marino, la seguridad marítima y la división de responsabilidades en caso de emergencia si se abran más rutas marítimas.
Uno de los fines principales escritos en la declaración fue la obstrucción de cualquier "nuevo régimen legal internacional comprensivo para gobernar el océano Ártico". Otra promesa, para la "resolución ordenada de cualquieras demandas que pueden coincidir en parte", fue esperada porque la invitación para la conferencia originó en 2007 como resultado de varios conflictos jurisdiccionales, incluyendo la isla Hans y Arktika 2007.
La conferencia, que tuvo lugar el 27 de mayo y el 29 de mayo de 2008, fue presentada por Per Stig Møller, el ministro de Asuntos Exteriores de Dinamarca, y Hans Enoksen, el primer ministro de Groenlandia.